# 文努
58°16′57″N 27°03′01″E / 58.28250°N 27.05028°E

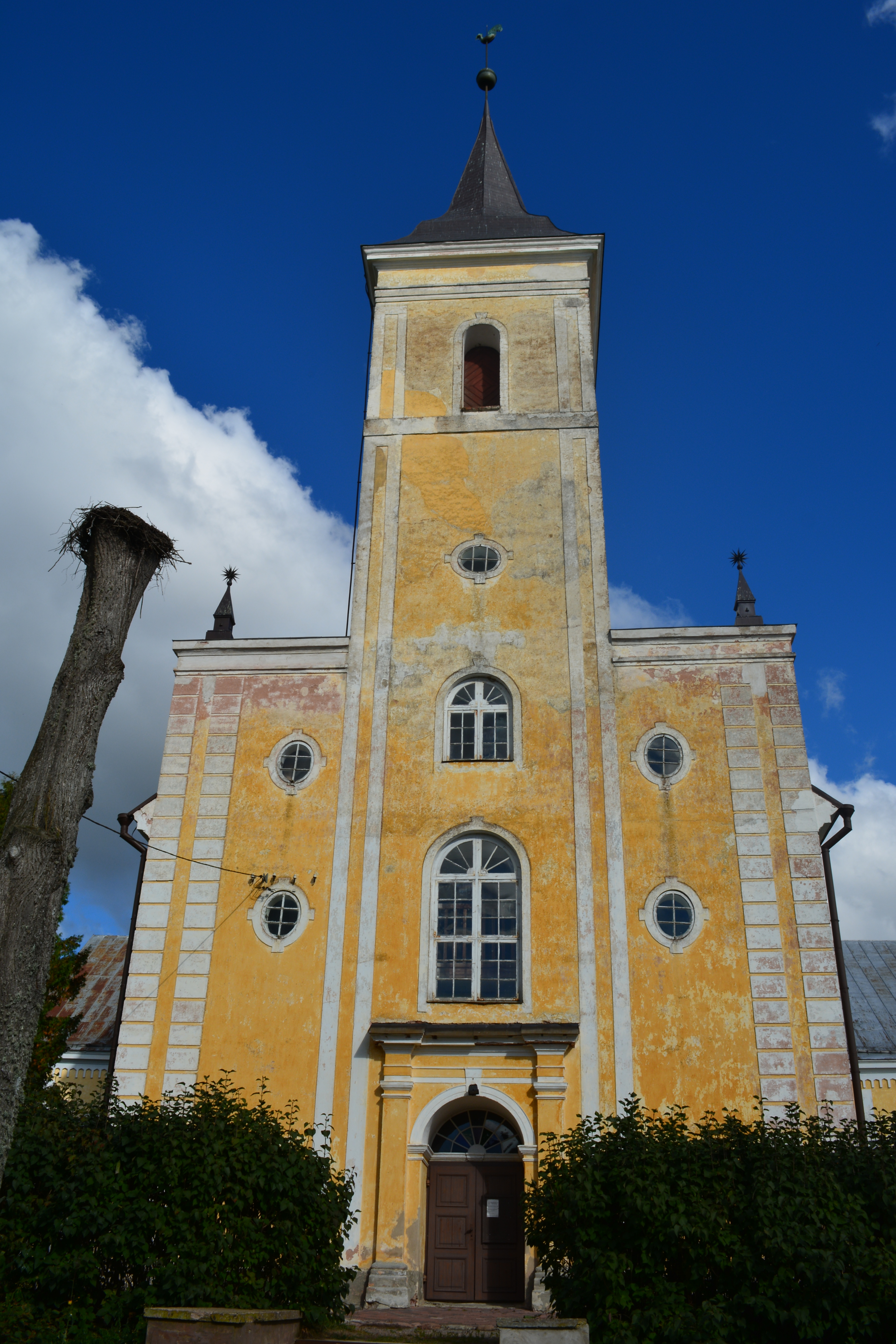
文努教堂

文努，是愛沙尼亞塔爾圖縣卡斯特雷市镇内的小鎮，位於該國東南部，曾是原文努市镇的行政中心，處於首都塔林東南面190公里，海拔高度42米，2012年該小鎮人口630。